# Revda (Múrmansk)
Revda (ruso: Ре́вда) es un asentamiento de tipo urbano de Rusia, ubicado en el raión de Lovózero de la óblast de Múrmansk.
En 2019, el asentamiento tenía una población de 7923 habitantes. Su territorio no incluye pedanías. La localidad alberga tres cuartas partes de la población del raión, aunque la sede administrativa se ubica en el vecino asentamiento rural de Lovózero, ubicado unos 20 km al noreste de Revda.

## Historia
Fue fundado en 1950 por la Unión Soviética, como un poblado minero para la extracción y procesamiento de loparita. Su topónimo es de origen sami y hace referencia a un lago cercano. En el momento de la disolución de la Unión Soviética llegó a tener casi catorce mil habitantes, pero posteriormente ha perdido más de la mitad de su población, debido a la caída de productividad de la extracción minera. En 2014, el gobierno ruso incluyó a Revda en la lista de localidades rusas en grave peligro económico por depender de una sola industria.